# Стахевич Олександр Григорович
Олекса́ндр Григо́рович Стахе́вич (13 грудня 1953, с. Васильківці, Погребищенський район, Вінницька область) — концертно-камерний співак, педагог сольного співу, доктор мистецтвознавства (1998), професор (2002).

## Життєпис
Проживав у місті Козятин Вінницької області, де навчався у місцевій музичній школі, співав у дитячому хорі.
1973 року закінчив Вінницьке музичне училище ім. М. Леонтовича (нині Вінницький коледж культури і мистецтв ім. М. Леонтовича) по класу баяна.
У 1980 році закінчив вокальний факультет Московського державного музично-педагогічного інституту ім. Гнесіних (нині Російська академія музики імені Гнесіних) за фахом оперний, концертно-камерний співак, викладач сольного співу.
З 1980 року — соліст Сумської обласної філармонії, викладач сольного співу в Сумському музичному училищі. В 1984—1998 рр. — викладач сольного співу в Сумському державному педагогічному інституті (нині Сумський державний педагогічний інститут імені А. С. Макаренка).
В 1993 році захистив дисертацію «Вчення про співацький голос в оперній культурі Італії XVII — середини ХІХ століть» (науковий керівник — доктор мистецтвознавства, професор М. Р. Черкашина-Губаренко) з присвоєнням наукового ступеню кандидата мистецтвознавства.
1997 року захистив дисертацію за темою «Мистецтво сольного співу в західноєвропейській опері ХІХ століття» (наук. консультант — доктор мистецтвознавства, професор М. Р. Черкашина-Губаренко) з присвоєнням наукового ступеню доктора мистецтвознавства.
1998—2001 рр. — професор Харківської державної академії культури та Харківського державного інституту мистецтв ім. І. П. Котляревського (Харківський національний університет мистецтв ім. І. П. Котляревського).
У 2001—2013 рр. очолював кафедру вокального мистецтва СумДПУ імені А. С. Макаренка.
З вересня 2014 р. — професор кафедри хорового диригування, вокалу та методики музичного навчання Сумського державного педагогічного університету ім. А. С. Макаренка. Основні фахові курси — постановка голосу, практикум за кваліфікацією, наукові засади викладання дисциплін, художня інтерпретація вокальних творів.
Науковий інтерес О. Г. Стахевича охоплює сферу вокально-педагогічного мистецтва, мистецтва сольного співу в оперній культурі Західної Європи, проблеми теорії вокальної педагогіки у зв'язку з еволюцією сольного співу XVII—ХІХ ст..
В 1998—2002 та в 2010—2014 роках був членом експертної ради ВАК України з питань експертизи дисертацій в галузі культурології та мистецтвознавства (Київ). У 2013—2015 роках — член спеціалізованої вченої ради ХНУМ імені І. П. Котляревського (Харків), 2017—2021 роки  СумДПУ імені А. С. Макаренка. З 2021 року є головою та членом разових спеціалізованих вчених рад із захисту дисертацій на здобуття ступеня доктора філософії (PhD, спец. 025 музичне мистецтво) СумДПУ імені А. С. Макаренка.
О. Г. Стахевич — член журі всеукраїнського конкурсу студентських наукових робіт «Теорія та історія культури», всеукраїнського конкурсу хорових диригентів імені Д. С. Бортнянського та ін.
Серед учнів: народні артисти України Т. Яценко, І. Левенець, заслужені артистки України М. Грищенко (Маслюкова), Т. Ластовецька, лауреати міжнародних та всеукраїнських конкурсів, солісти оперних театрів у м. Київ, солісти та артисти Сумського національного академічного театру драми та музичної комедії імені М. С. Щепкіна, Сумської обласної філармонії, співаки і викладачі багатьох концертних і навчальних закладів України.
Поряд з вокально-педагогічною роботою займається виконавською діяльністю. Як соліст брав участь у міжнародних хорових фестивалях у Києві, Львові, Великій Британії (місто Лланголлен, Уельс, 2000). У період роботи в Харкові виступав на сцені Харківської обласної філармонії та Харківського національного академічного театру опери і балету імені Миколи Лисенка.
Здійснював записи сольних концертних програм на радіо та телебаченні.
З 2001 по вересень 2012 року — керівник (регент) Архієрейського хору кафедрального Спасо-Преображенського собору Сумської єпархії УПЦ.

## Відзнаки
- Звання й нагрудний знак МОН «Відмінник освіти України» (2009)
- Нагрудний знак «Василь Сухомлинський» (2019)

## Вибрані праці

### Окремі видання
- Вокальное искусство Западной Европы: творчество, исполнительство, педагогика: исследование / А. Г. Стахевич. — Киев: НМАУ им. П. И. Чайковского, 1997. — 272 с. — (рос.).
- Искусство Bel canto в итальянской опере XVII—XVIII веков : монография / А. Г. Стахевич. — Харьков : ХГАК, 2000. — 155 с. : нот. — (рос.) — ISBN 966-7352-23-4.
- Основи вокальної педагогіки. Ч. 1 : Природно-наукові теорії сольного співу: курс лекцій / О. Г. Стахевич. — Харків ; Суми: ХДАК ; СумДПУ ім. А. С. Макаренка, 2002. — 91 с. — ISBN 966-7352-25-0.
- Православна духовна музика: хрестоматія : в 3-х зош. : навч. посібник / О. Г. Стахевич, О. К. Зав'ялова. — Суми: СумДПУ ім. А. С. Макаренка, 2001—2002. — (рос.).
- З історії вокально-виконавчих стилів: посібник / О. Г. Стахевич. — Вінниця : Нова книга, 2013. — 176 с. — ISBN 978-966-382-462-8.
- Belcanto в западноевропейской опере XIX века. Творчество, исполнительство, педагогика : [монография] / А. Г. Стахевич. — [Saarbrucken]: Lap Lambert Academic Publishing, [2014]. — 408 с. — (рос.)

### Статті
- Сольний спів і хорове виконавство: проблеми педагогіки / О. Г. Стахевич // Теоретичні питання культури, освіти та виховання : зб. наук. пр. Вип. 18. — Київ, 2001. — С. 165—168.
- Теоретичні основи вокального виховання дітей: основні положення програми / О. Г. Стахевич // Теоретичні питання культури, освіти та виховання : зб.наук. пр. Вип. 25. — Київ, 2003. — С. 66—72.
- Bel canto і вокально-педагогічна думка Німеччини ХІХ ст. / О. Г. Стахевич // Теоретичні питання культури, освіти та виховання : зб. наук. пр. Вип. 24. — Київ, 2004. — С. 3—20.
- Спів і мовлення як дзеркало античної культури / О. Г. Стахевич // Сучасна картина світу: інтеграція наукового та позанаукового знання: зб. наук. пр. Вип. 3. — Суми, 2004. — С. 189—197.
- Глінка і Bel canto у творчості Б. Р. Гмирі / О. Г. Стахевич // Культура України : зб. наук. пр. Вип. 15 : Мистецтвознавство. Філософія. — Харків, 2005. — С. 232—239.
- Історія вокального виконавства і наука / О. Г. Стахевич // Харків у контексті світової музичної культури: події та люди. — Харків, 2008. — С. 42—45.
- Традиционный театр Китая в украинском музыкознании / Александр Стахевич // Twórca — kultura — wymiary czasu: Międzynarodowe naukowe czytania 2016 w Muzeum Borysa Latoszyńskego w Żytomerzu: zbiór artykułów / red. Ludmiła Jerszowa, Cyryl Nowosielski. — Żytomerz : Wydawca «O. O. Євенок», 2016. — S. 342—353.
- Типы вердиевских голосов в опере «Травиата» / А. Стахевич // Twórca — kultura — wymiary czasu: Międzynarodowe naukowe czytania 2017 w Muzeum Borysa Latoszyńskego w Żytomerzu: zbiór artykułów / red. Irena Kopoć. — Żytomerz: Wydawca А. Jewenok, 2017. — S. 299—314.
- Певцы-кастраты в итальянской опере XVII—XVIII веков / А. Стахевич // Twórca — kultura — wymiary czasu: Międzynarodowe naukowe czytania 2018 w Muzeum Borysa Latoszyńskego w Żytomerzu: zbiór artykułów / red. Irena Kopoć. — Żytomerz : Wydawca А. Jewenok, 2018. — S. 142—147.
- Персоніфікація музичного вислову в українському музикознавстві / О. Г. Стахевич // Мистецькі пошуки : зб. наук.-метод. пр. Вип. 1 (10).— Суми, 2019. — С. 201—205.
- Світоглядні ретроспекції українського музикознавства: до пам'ятних дат 2019 / О. К. Зав'ялова, О. Г. Стахевич // Світогляд — Філософія  — Релігія : зб. наук. пр. Вип. 15. — Суми ; Київ, 2020. — С. 52—59.
- Theoretical foundations of future musical art teachers professional performance and methodological training / O. Lobova, J. Ustymenko-Kosorich, O. Zavialova, O. Stakhevych // Journal of History Culture and Art Research. — 2020. — Vol. 9, No. 4, December. — Р. 37—46. — (англ.)